# Cedercrantz
Cedercrantz är en svensk adlig ätt, med gemensamt ursprung med ätten Söderhielm. 
Ätten härstammar från Johan Malmenius som 1678 adlades med namnet Cedercrantz. Hans sonson, titulärlandshövdingen Johan Vilhelm Cedercrantz (född 1739, död 1805), barnlös och den siste på svärdssidan av ätten, fick 1803 sin styvson Erik Bernhard Agrell (handelsmansson från Halmstad, född 1785, titulär major 1816, död 1850) adlad och adopterad. En sonson till denne var Conrad Cedercrantz. 